# Quartet per a flauta núm. 2 (Mozart)

Retrat de la família Mozart, d'esquerra a dreta, Maria Anna (germana), Wolfgang Amadeus Mozart, Anna Maria (mare, medalló) i Leopold (pare).

El Quartet per a flauta núm. 2 en sol major, K. 285a, és una composició de Wolfgang Amadeus Mozart, el segon dels dos quartets escrits per al flautista Ferdinand Dejean. Fou compost a Mannheim el 1778. Aquesta obra figura immediatament després del Quartet per a flauta núm. 1 en el catàleg Köchel. El conjunt instrumental està format per una flauta, un violí, una viola i un violoncel.
Sense tenir una gran estimació per la flauta, Mozart va fer alguns concerts i quartets per a flauta per complir amb l'encàrrec que el 1777 va rebre del cirurgià holandès Ferdinand Dejean, flautista aficionat. No va fer totes les peces encarregades, i les que va fer les va enllestir més tard de l'acordat.

## Anàlisi musical
L'obra consta de dos moviments:
1. Andante, en compàs de 3/4.
2. Tempo di Menuetto, en compàs de 3/8.

Aquest quartet sobreviu en la forma de dos moviments com un exemplar manuscrit amb data de 1792. El principal atractiu és que és considerat com el menys difícil dels quatre quartets de flauta; conté una harmonització subtil i una àmplia gamma de colors. La seva interpretació sol durar dotze minuts aproximadament.